# 알니코

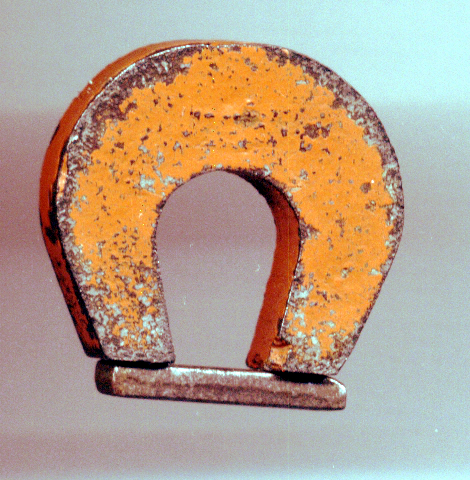
알니코 5로 만든 약 1 인치 높이의 말굽자석. 아래 금속 막대는 자석 키퍼로, 자석을 사용하지 않을 때 극에 걸쳐 놓는다. 이는 자화를 보존하는 데 도움이 된다.

알니코(Alnico)는 철 합금의 한 종류로, 철 외에 주로 알루미늄 (Al), 니켈 (Ni), 코발트 (Co)로 구성되어 있어 약어 al-ni-co가 붙었다. 또한 구리를 포함하며, 때로는 타이타늄도 포함한다.
알니코 합금은 강자성체이며, 영구 자석을 만드는 데 사용된다. 1970년대 희토류 자석이 개발되기 전에는 가장 강력한 영구 자석 종류였다. 이 합금 계열의 다른 상표명은 Alni, Alcomax, Hycomax, Columax, Ticonal이다.
알니코 합금의 조성은 일반적으로 알루미늄 8~12%, 니켈 15~26%, 코발트 5~24%, 구리 최대 6%, 타이타늄 최대 1%이며 나머지는 철이다. 알니코의 개발은 1931년 일본의 T. 미시마가 철, 니켈, 알루미늄 합금이 당시 최고의 자석 강철보다 두 배 높은 400 에르스텟 (32 kA/m)의 보자성을 가짐을 발견하면서 시작되었다.

## 속성

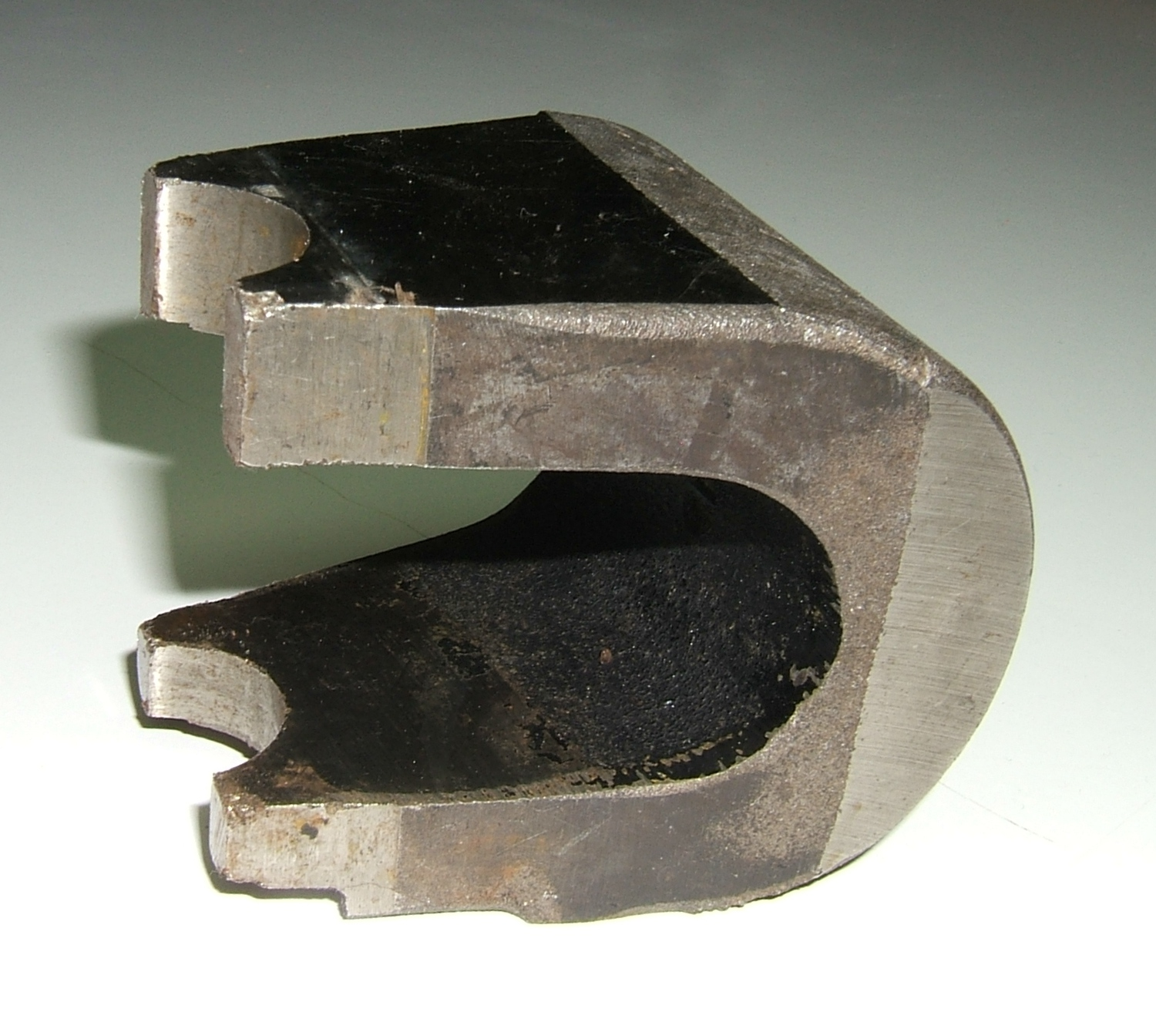
초기 전자레인지의 마그네트론 튜브에 사용된 알니코 5 자석. 길이는 약 3인치(8cm)이다.

알니코 합금은 강한 자기장을 생성하도록 자화될 수 있으며 높은 보자성(탈자화에 대한 저항성)을 가지므로 강력한 영구 자석이 된다. 시판되는 자석 중에서는 네오디뮴 자석 및 사마륨-코발트 자석과 같은 희토류 자석만이 더 강하다. 알니코 자석은 극에서 최대 1500 가우스 (0.15 테슬라), 즉 지자기 강도의 약 3000배에 달하는 자기장 강도를 생성한다. 일부 알니코 브랜드는 등방성으로 어떤 방향으로도 효율적으로 자화될 수 있다. 알니코 5 및 알니코 8과 같은 다른 종류는 자기 이방성이 있으며, 각각 선호하는 자기화 방향 또는 배향을 갖는다. 이방성 합금은 일반적으로 등방성 종류보다 선호하는 배향에서 더 큰 자기 용량을 갖는다. 알니코의 잔류 자기(Br)는 12,000 G (1.2 T)를 초과할 수 있으며, 보자력(Hc)은 최대 1000 에르스텟 (80 kA/m), 최대 에너지 곱 ((BH)max)은 최대 5.5 MG·Oe (44 T·kA/m)에 달할 수 있다. 따라서 알니코는 폐쇄 자기 회로에서 강한 자기 선속을 생성할 수 있지만, 탈자화에 대한 저항은 상대적으로 작다. 모든 영구 자석의 극에서의 자기장 강도는 모양에 따라 크게 달라지며, 일반적으로 재료의 잔류 자기 강도보다 훨씬 낮다.
알니코 합금은 모든 자성 재료 중 가장 높은 퀴리 온도 중 일부를 가지며, 약 800 °C (1,470 °F)에 달하지만, 최대 작동 온도는 일반적으로 약 538 °C (1,000 °F)로 제한된다. 이들은 백열 상태로 가열되어도 유용한 자성을 갖는 유일한 자석이다. 이 특성은 취성 및 높은 용융점과 더불어 알루미늄과 다른 구성 요소 간의 금속간 화합물 결합으로 인한 강한 질서 경향에서 비롯된다. 또한 적절히 다루면 가장 안정적인 자석 중 하나이다. 알니코 자석은 세라믹 자석과 달리 전도성이 있다. 알니코 3은 1200 - 1450 °C의 용융 온도를 갖는다.
| MMPA 분류          | IEC 코드 참조      | 중량 기준 구성 (나머지는 Fe) | 중량 기준 구성 (나머지는 Fe) | 중량 기준 구성 (나머지는 Fe) | 중량 기준 구성 (나머지는 Fe) | 중량 기준 구성 (나머지는 Fe) | 자기 특성               | 자기 특성               | 자기 특성          | 자기 특성          | 자기 특성          | 자기 특성          | 자기 특성          | 자기 특성          | 물리적 특성        | 물리적 특성        | 물리적 특성        | 물리적 특성        | 물리적 특성         | 물리적 특성         | 물리적 특성        | 물리적 특성              | 물리적 특성                   | 열 특성                  | 열 특성                  | 열 특성                  | 열 특성            | 열 특성            | 열 특성            | 열 특성            |
| MMPA 분류          | IEC 코드 참조      | 중량 기준 구성 (나머지는 Fe) | 중량 기준 구성 (나머지는 Fe) | 중량 기준 구성 (나머지는 Fe) | 중량 기준 구성 (나머지는 Fe) | 중량 기준 구성 (나머지는 Fe) | 최대 에너지 곱, (BH)max | 최대 에너지 곱, (BH)max | 잔류 유도, Br      | 잔류 유도, Br      | 보자력, Hc         | 보자력, Hc         | 고유 보자력, Hci   | 고유 보자력, Hci   | 밀도               | 밀도               | 인장 강도          | 인장 강도          | 가로 파괴 탄성 계수 | 가로 파괴 탄성 계수 | HRC                | 열 팽창 계수 (10−6 / °C) | 전기 저항, 20 °C 기준 (μΩ·cm) | 가역 온도 계수, (% / °C) | 가역 온도 계수, (% / °C) | 가역 온도 계수, (% / °C) | 퀴리 온도          | 퀴리 온도          | 최대 서비스 온도   | 최대 서비스 온도   |
| MMPA 분류          | IEC 코드 참조      | Al                           | Ni                           | Co                           | Cu                           | Ti                           | (MGOe)                  | (kJ/m3)                 | (가우스)           | (mT)               | (Oe)               | (kA/m)             | (Oe)               | (kA/m)             | (lb/in3)           | (g/cm3)            | (psi)              | (MPa)              | (psi)               | (MPa)               | HRC                | 열 팽창 계수 (10−6 / °C) | 전기 저항, 20 °C 기준 (μΩ·cm) | Br 근처                  | 최대 에너지 곱 근처      | Hc 근처                  | (°C)               | (°F)               | (°C)               | (°F)               |
| 등방성 주조 알니코 | 등방성 주조 알니코 | 등방성 주조 알니코           | 등방성 주조 알니코           | 등방성 주조 알니코           | 등방성 주조 알니코           | 등방성 주조 알니코           | 등방성 주조 알니코      | 등방성 주조 알니코      | 등방성 주조 알니코 | 등방성 주조 알니코 | 등방성 주조 알니코 | 등방성 주조 알니코 | 등방성 주조 알니코 | 등방성 주조 알니코 | 등방성 주조 알니코 | 등방성 주조 알니코 | 등방성 주조 알니코 | 등방성 주조 알니코 | 등방성 주조 알니코  | 등방성 주조 알니코  | 등방성 주조 알니코 | 등방성 주조 알니코       | 등방성 주조 알니코            | 등방성 주조 알니코       | 등방성 주조 알니코       | 등방성 주조 알니코       | 등방성 주조 알니코 | 등방성 주조 알니코 | 등방성 주조 알니코 | 등방성 주조 알니코 |
| ------------------ | ------------------ | ---------------------------- | ---------------------------- | ---------------------------- | ---------------------------- | ---------------------------- | ----------------------- | ----------------------- | ------------------ | ------------------ | ------------------ | ------------------ | ------------------ | ------------------ | ------------------ | ------------------ | ------------------ | ------------------ | ------------------- | ------------------- | ------------------ | ------------------------ | ----------------------------- | ------------------------ | ------------------------ | ------------------------ | ------------------ | ------------------ | ------------------ | ------------------ |
| 알니코 1           | R1-0-1             | 12                           | 21                           | 5                            | 3                            | -                            | 1.4                     | 11.1                    | 7200               | 720                | 470                | 37                 | 480                | 38                 | 0.249              | 6.9                | 4000               | 28                 | 14000               | 97                  | 45                 | 12.6                     | 75                            |                          |                          |                          |                    |                    |                    |                    |
| 알니코 2           | R1-0-4             | 10                           | 19                           | 13                           | 3                            | -                            | 1.7                     | 13.5                    | 7500               | 750                | 560                | 45                 | 580                | 46                 | 0.256              | 7.1                | 3000               | 21                 | 7000                | 48                  | 45                 | 12.4                     | 65                            | -0.03                    | -0.02                    | -0.02                    | 810                | 1490               | 450                | 840                |
| 알니코 3           | R1-0-2             | 12                           | 25                           | -                            | 3                            | -                            | 1.35                    | 10.7                    | 7000               | 700                | 480                | 38                 | 500                | 40                 | 0.249              | 6.9                | 12000              | 83                 | 23000               | 158                 | 45                 | 13.0                     | 60                            |                          |                          |                          |                    |                    |                    |                    |
| 이방성 주조 알니코 |                    |                              |                              |                              |                              |                              |                         |                         |                    |                    |                    |                    |                    |                    |                    |                    |                    |                    |                     |                     |                    |                          |                               |                          |                          |                          |                    |                    |                    |                    |
| 알니코 5           | R1-1-1             | 8                            | 14                           | 24                           | 3                            | -                            | 5.5                     | 43.8                    | 12800              | 1280               | 640                | 51                 | 640                | 51                 | 0.264              | 7.3                | 5400               | 37                 | 10500               | 72                  | 50                 | 11.4                     | 47                            | -0.02                    | -0.015                   | +0.01                    | 860                | 1580               | 525                | 975                |
| 알니코 5DG         | R1-1-2             | 8                            | 14                           | 24                           | 3                            | -                            | 6.5                     | 57.7                    | 13300              | 1330               | 670                | 53                 | 670                | 53                 | 0.264              | 7.3                | 5200               | 36                 | 9000                | 62                  | 50                 | 11.4                     | 47                            |                          |                          |                          |                    |                    |                    |                    |
| 알니코 5-7         | R1-1-3             | 8                            | 14                           | 24                           | 3                            | -                            | 7.5                     | 59.7                    | 13500              | 1350               | 740                | 59                 | 740                | 59                 | 0.264              | 7.3                | 5000               | 34                 | 8000                | 55                  | 50                 | 11.4                     | 47                            |                          |                          |                          |                    |                    |                    |                    |
| 알니코 6           | R1-1-4             | 8                            | 16                           | 24                           | 3                            | 1                            | 3.9                     | 31.0                    | 10500              | 1050               | 780                | 62                 | 800                | 64                 | 0.265              | 7.3                | 23000              | 158                | 45000               | 310                 | 50                 | 11.4                     | 50                            | -0.02                    | -0.015                   | +0.03                    | 860                | 1580               | 525                | 975                |
| 알니코 8           | R1-1-5             | 7                            | 15                           | 35                           | 4                            | 5                            | 5.3                     | 42.2                    | 8200               | 820                | 1650               | 131                | 1860               | 148                | 0.262              | 7.3                | 10000              | 59                 | 30000               | 207                 | 55                 | 11.0                     | 53                            | -0.025                   | -0.01                    | +0.01                    | 860                | 1580               | 550                | 1020               |
| 알니코 8HC         | R1-1-7             | 8                            | 14                           | 38                           | 3                            | 8                            | 5.0                     | 39.8                    | 7200               | 720                | 1900               | 151                | 2170               | 173                | 0.262              | 7.3                | 10000              | 59                 | 30000               | 207                 | 55                 | 11.0                     | 54                            | -0.025                   | -0.01                    | +0.01                    | 860                | 1580               | 550                | 1020               |
| 알니코 9           | R1-1-6             | 7                            | 15                           | 35                           | 4                            | 5                            | 9.0                     | 71.6                    | 10600              | 1060               | 1500               | 119                | 1500               | 119                | 0.262              | 7.3                | 7000               | 48                 | 8000                | 55                  | 55                 | 110.                     | 53                            | -0.025                   | -0.01                    | +0.01                    | 860                | 1580               | 550                | 1020               |
| 등방성 소결 알니코 |                    |                              |                              |                              |                              |                              |                         |                         |                    |                    |                    |                    |                    |                    |                    |                    |                    |                    |                     |                     |                    |                          |                               |                          |                          |                          |                    |                    |                    |                    |
| 알니코 2           | R1-0-4             | 10                           | 19                           | 13                           | 3                            | -                            | 1.5                     | 11.9                    | 7100               | 710                | 550                | 44                 | 570                | 45                 | 0.246              | 6.8                | 65000              | 448                | 70000               | 483                 | 45                 | 123.4                    | 68                            |                          |                          |                          |                    |                    |                    |                    |
| 이방성 소결 알니코 |                    |                              |                              |                              |                              |                              |                         |                         |                    |                    |                    |                    |                    |                    |                    |                    |                    |                    |                     |                     |                    |                          |                               |                          |                          |                          |                    |                    |                    |                    |
| 알니코 5           | R1-1-10            | 8                            | 14                           | 24                           | 3                            | -                            | 3.9                     | 31.0                    | 10900              | 1090               | 620                | 49                 | 630                | 50                 | 0.250              | 6.9                | 50000              | 345                | 55000               | 379                 | 45                 | 11.3                     | 50                            |                          |                          |                          |                    |                    |                    |                    |
| 알니코 6           | R1-1-11            | 8                            | 15                           | 24                           | 3                            | 1                            | 2.9                     | 23.1                    | 9400               | 940                | 790                | 63                 | 820                | 65                 | 0.250              | 6.9                | 55000              | 379                | 100000              | 689                 | 45                 | 11.4                     | 54                            |                          |                          |                          |                    |                    |                    |                    |
| 알니코 8           | R1-1-12            | 7                            | 15                           | 35                           | 4                            | 5                            | 4.0                     | 31.8                    | 7400               | 740                | 1500               | 119                | 1690               | 134                | 0.252              | 7.0                | 50000              | 345                | 55000               | 379                 | 45                 | 11.0                     | 54                            |                          |                          |                          |                    |                    |                    |                    |
| 알니코 8HC         | R1-1-13            | 7                            | 14                           | 38                           | 3                            | 8                            | 4.5                     | 35.8                    | 6700               | 670                | 1800               | 143                | 2020               | 161                | 0.252              | 7.0                |                    |                    | 55000               | 379                 | 45                 | 11.0                     | 54                            |                          |                          |                          |                    |                    |                    |                    |

2018년 현재 알니코 자석은 약 44 미국 달러/kg (US$20/lb) 또는 US$4.30/BHmax이다.

## 분류
알니코 자석은 전통적으로 자기 재료 생산자 협회(MMPA)에서 지정한 번호(예: 알니코 3 또는 알니코 5)를 사용하여 분류된다. 이 분류는 화학 조성과 자기 특성을 나타낸다. (분류 번호 자체는 자석의 특성과 직접적인 관련이 없으며, 예를 들어 번호가 높다고 해서 반드시 더 강력한 자석을 의미하지는 않는다.)
이러한 분류 번호는 여전히 사용되고 있지만, MMPA의 새로운 시스템에서는 최대 에너지 곱을 메가 가우스-에르스텟으로, 고유 보자력을 킬로 에르스텟으로 지정하는 새로운 시스템과 IEC 분류 시스템이 선호되어 폐지되었다.

## 제조 공정

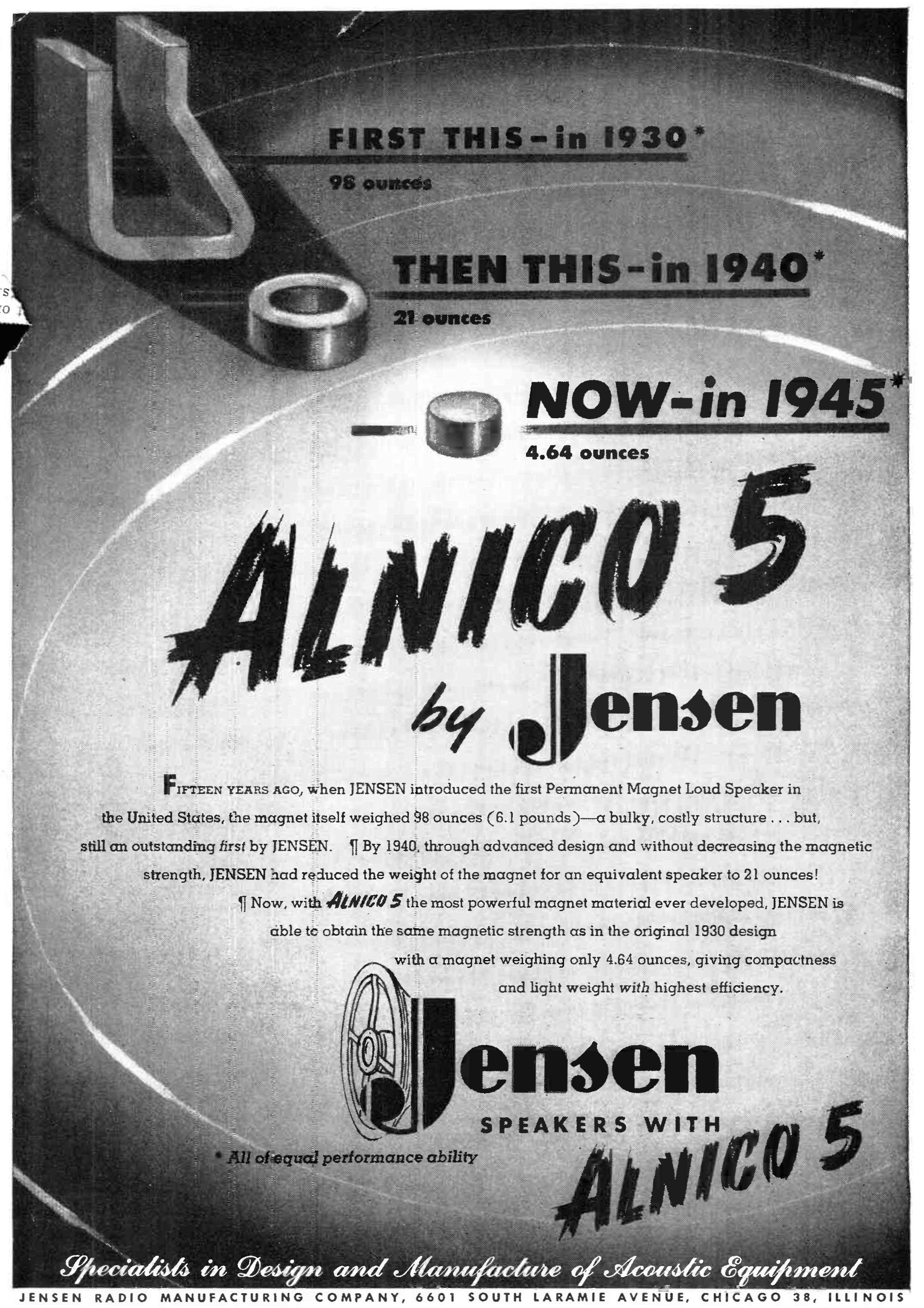
1945년 젠센 라디오 제조사(Jensen Radio Manufacturing Co.)의 알니코 5 스피커 광고. 그림에서 보듯이 알니코 5는 특정 자속을 생성하는 데 필요한 자석의 크기와 무게를 1930년의 90온스에서 4.6온스로 극적으로 줄일 수 있게 했다.

알니코 자석은 주조 또는 소결 공정을 통해 생산된다. 주조 알니코는 나뭇진 결합 모래 주형을 사용하는 전통적인 방법으로 생산되며, 이는 복잡하고 정교할 수 있어 복잡한 형태를 생산할 수 있다. 생산된 알니코 자석은 일반적으로 거친 표면을 갖는다. 이 공정은 주형 제작을 위한 초기 공구 비용이 더 높다. 소결 알니코 자석은 분말 야금 제조 방법을 사용하여 형성된다. 소결 또한 다양한 형태를 생산할 수 있지만, 주조에 비해 극도로 복잡하거나 정교한 디자인에는 적합하지 않을 수 있다.
생산되는 대부분의 알니코는 이방성으로, 처음 만들어질 때 결정립의 자기 방향이 무작위로 배향된다. 이방성 알니코 자석은 임계 온도 이상으로 가열하고 자기장이 있는 상태에서 냉각하여 배향시킨다. 등방성 및 이방성 알니코 모두 최적의 자기 특성을 개발하기 위해 적절한 열처리가 필요하다. 열처리가 없으면 알니코의 보자성은 약 10 Oe로, 연자성 재료인 기술 철과 비슷하다. 열처리 후 알니코는 "시효 경화 재료"라고 불리는 복합 재료가 된다. 이는 풍부한 NiAl 매트릭스에 철과 코발트가 풍부한 석출물로 구성된다.

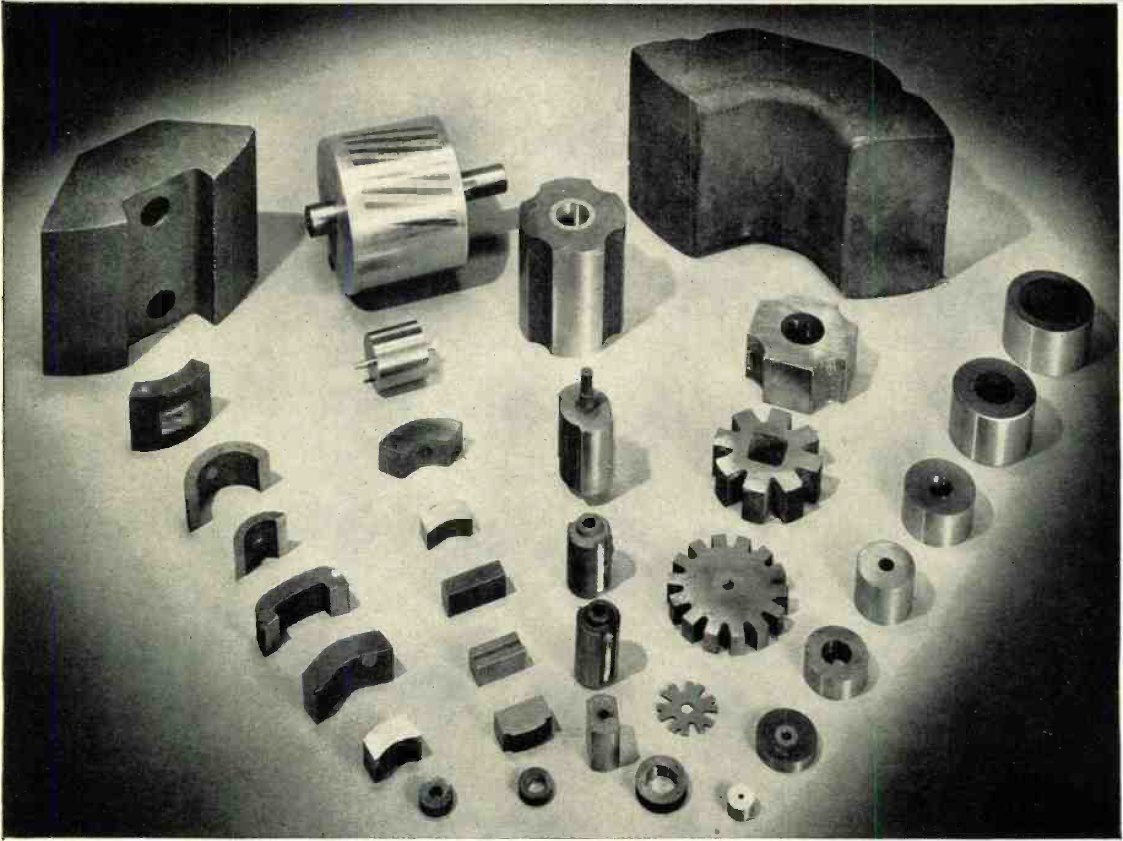
1956년 알니코 자석 종류. 2차 세계 대전 중 개발된 알니코 5는 새로운 세대의 소형 영구 자석 모터와 스피커를 탄생시켰다.

알니코의 이방성은 퀴리 점 근처인 900 °C (1,650 °F)에서 800 °C (1,470 °F)으로 냉각될 때 발생하는 석출 입자 핵 생성 시 외부 자기장을 가하여 원하는 자기 축을 따라 배향된다. 외부 자기장이 없으면 자발적 자화로 인해 서로 다른 방향의 국부적 이방성이 존재한다. 석출 구조는 자화 변화에 대한 "장벽" 역할을 하는데, 이는 몇 가지 자화 상태를 선호하여 재료를 중간 상태로 만들려면 많은 에너지가 필요하기 때문이다. 또한, 약한 자기장은 매트릭스 상의 자화만 이동시키며 가역적이다.

## 용도

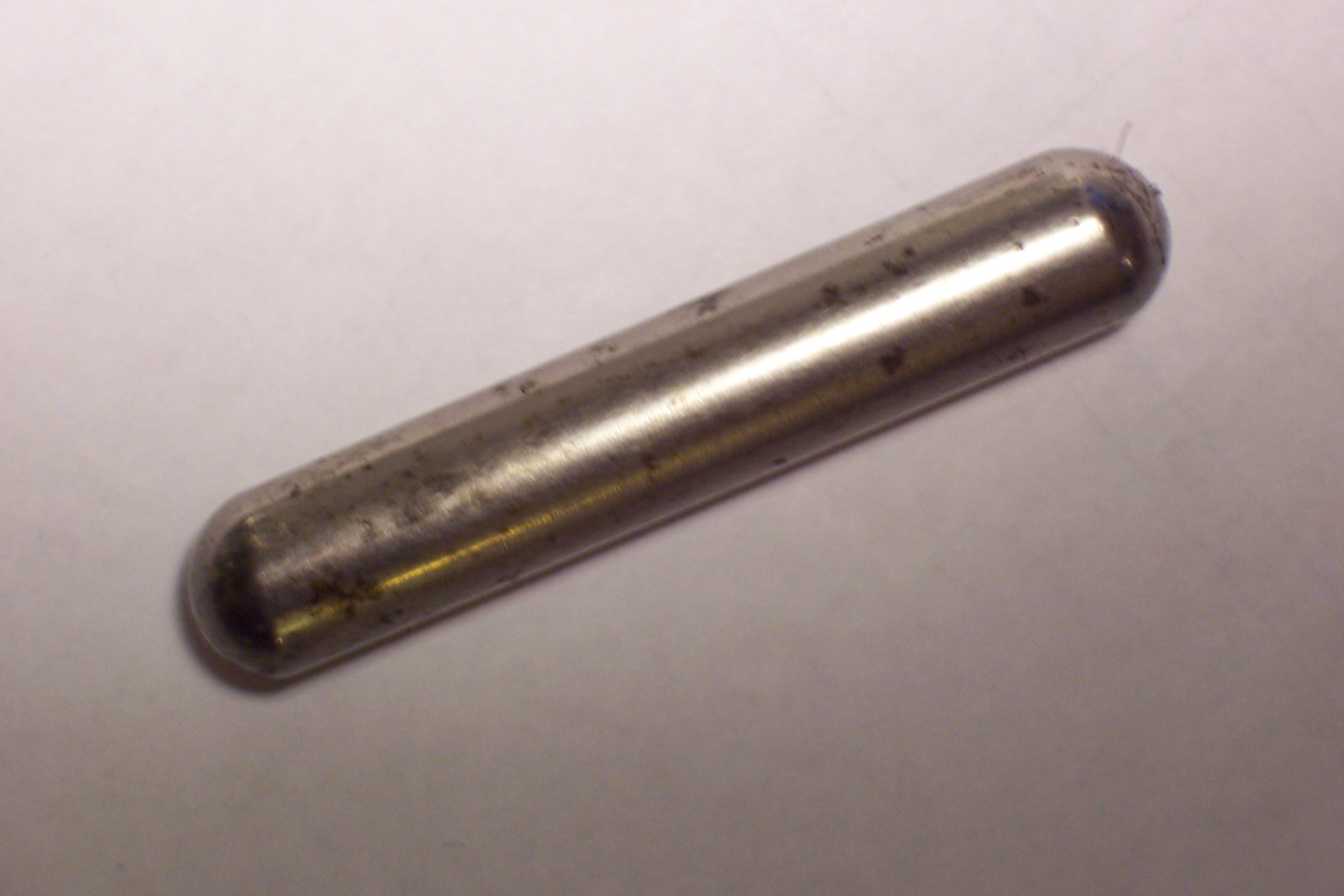
알니코 카우 마그넷은 동물이 섭취할 수 있는 날카로운 금속 와이어 및 기타 철 물체를 묶어 소화관에 손상을 입히는 것을 방지하는 데 사용된다.

알니코 자석은 강력한 영구 자석이 필요한 산업 및 소비자 응용 분야에 널리 사용된다. 예를 들어 전동기, 전기 기타 픽업, 마이크, 센서, 스피커, 마그네트론 튜브, 카우 마그넷 등이 있다. 많은 응용 분야에서 알니코 자석은 더 강한 자기장(Br)과 더 큰 에너지 곱(B·Hmax)을 가진 희토류 자석으로 대체되고 있으며, 이로 인해 주어진 응용 분야에 더 작은 크기의 자석을 사용할 수 있게 되었다.
알니코 자석의 고온 저항성은 자기 교반기와 같이 내열성이 낮은 자석으로는 채울 수 없는 많은 용도로 이어진다.

## 더 읽어보기
- MMPA 0100-00, 영구 자석 재료에 대한 표준 사양